# Narządy limfatyczne
Narządy limfatyczne, narządy limfoidalne – u ssaków miejsce powstawania, dojrzewania, uzyskiwania własności odpornościowych i współdziałania komórek układu odpornościowego w celu rozpoznawania antygenów drobnoustrojów chorobotwórczych, komórek nowotworowych lub wszystkich komórek i substancji nierozpoznanych jako własne.
Dzielą się na:
- narządy centralne (pierwotne)
- narządy obwodowe (wtórne)

## Centralne narządy limfatyczne
W nich powstają i dojrzewają limfocyty T i limfocyty B.
Zalicza się do nich:
- szpik kostny – źródło komórek multipotencjalnych różnicujących się na komórki linii mieloidalnej i linii limfoidalnej, w którym dojrzewają limfocyty B
- grasicę – dojrzewają w niej limfocyty T
- torebkę Fabrycjusza – u ptaków.

## Obwodowe narządy limfatyczne
W tych narządach głównie przebiega odpowiedź immunologiczna. Zalicza się do nich:
- węzły chłonne
- śledzionę
- pierścień Waldeyera
- grudki limfatyczne (samotne i skupione)
- wyrostek robaczkowy
- MALT (mucose associated lymphoid tissue) – tkanki limfatyczne związane z błoną śluzową[2]